# Big Bam Boom
| Оценки критиков               | Оценки критиков |
| Источник                      | Оценка          |
| ----------------------------- | --------------- |
| AllMusic                      | [ 1 ]           |
| The Rolling Stone Album Guide | [ 2 ]           |
| Robert Christgau              | B               |

Big Bam Boom — двенадцатый альбом американского дуэта Hall & Oates, выпущенный в октябре 1984 года на лейбле RCA. Big Bam Boom достиг пятого места  в американском хит-параде и получил двойную платиновую сертификацию и тираж более 3 млн копий в мире.
Сингл «Out of Touch» с этого альбома достиг № 1 в хит-параде Billboard Hot 100 в США.

## История
Альбом дебютировал на позиции № 33 в американском хит-параде Billboard 200 27 октября 1984 года. Спустя 5 недель он достиг третьего места в чарте в дату 1 декабря 1984. Альбом оставался в чарте 51 неделю, став 17-м самым успешным диском 1985 года в чарте Billboard 200. Кроме того, альбом достиг № 25 в соул-чарте Top R&B/Hip-Hop Albums с 12 января 1985 года. К декабрю 1984 тираж превысил 1 млн копий в США и он получил платиновую сертификацию 3 декабря 1984, а 1 апреля 1985 двойную платиновую сертификацию RIAA.

## Список композиций
| №                   | Название                             | Автор(ы)                           | Длительность |
| ------------------- | ------------------------------------ | ---------------------------------- | ------------ |
| 1.                  | «Dance on Your Knees»                | Arthur Baker, Daryl Hall           | 1:25         |
| 2.                  | «Out of Touch»                       | Daryl Hall, John Oates             | 4:21         |
| 3.                  | «Method of Modern Love»              | Daryl Hall, Janna Allen            | 5:32         |
| 4.                  | «Bank on Your Love»                  | Daryl Hall, John Oates, Sara Allen | 4:17         |
| 5.                  | «Some Things Are Better Left Unsaid» | Daryl Hall                         | 5:27         |
| 6.                  | «Going Thru The Motions»             | Daryl Hall, John Oates, Sara Allen | 5:39         |
| 7.                  | «Cold Dark and Yesterday»            | John Oates                         | 4:41         |
| 8.                  | «All American Girl»                  | Daryl Hall, John Oates, Sara Allen | 4:28         |
| 9.                  | «Possession Obsession»               | Daryl Hall, John Oates, Sara Allen | 4:36         |
| Общая длительность: | Общая длительность:                  | Общая длительность:                | 40:13        |

| №   | Название                              | Длительность |
| --- | ------------------------------------- | ------------ |
| 10. | «Out of Touch» (12" Version)          | 7:35         |
| 11. | «Method of Modern Love» (12" Version) | 7:48         |
| 12. | «Possession Obsession» (12" Version)  | 6:28         |
| 13. | «Dance on Your Knees» (12" Version)   | 6:38         |

## Участники записи
- Дэрил Холл — вокал (1-6, 8), бэк-вокал, синтезаторы, электрогитара, вибрафон, аранжировка
- Джон Оутс — вокал (7, 9), бэк-вокал, синтезаторы, электрогитара, synth guitar, аранжировка
- Brian Doyle — электрогитара, гармоника
- Eddie Anderson — начальник охраны
- Coati Mundi — вокал на испанском языке
- Bashiri Johnson — перкуссия, тимбалы
- Jimmy Bralower — электроударные LinnDrum (программирование)
- Jay Burnett — перкуссия
- Wells Christy — синтезатор Synclavier (программирование)
- Mickey Curry — ударные
- Anthony Aquilato — клавишные и электро-ударные
- Charles DeChant — саксофон
- Robbie Kilgore — клавишные, программирование синтезаторов
- Mike Klvana — клавишные
- Clive Smith — синтезатор Fairlight CMI
- G.E. Smith — электрогитара
- Tom "T-Bone" Wolk — синтезаторы, бас-гитара, электрогитара, аранжировка

## Позиции в чарте

### Еженедельные чарты
| Чарт (1984)                            | Высшая позиция |
| -------------------------------------- | -------------- |
| Australian Albums (Kent Music Report)  | 20             |
| Канада (RPM Top Albums/CDs)            | 12             |
| Нидерланды (Album Top 100)             | 43             |
| Германия (Offizielle Top 100)          | 47             |
| Новая Зеландия (RMNZ)                  | 12             |
| Швеция (Sverigetopplistan)             | 16             |
| Великобритания (UK Albums Chart)       | 28             |
| США (Billboard 200)                    | 5              |
| США (Billboard Top R&B/Hip-Hop Albums) | 25             |

### Годовые итоговые чарты
| Чарт (1985)      | Позиция |
| ---------------- | ------- |
| US Billboard 200 | 17      |

## Сертификации
| Регион | Сертификация  | Продажи    |
| --- | ------------- | ---------- |
| Канада (Music Canada) | 2× Платиновый | 200 000^   |
| Великобритания (BPI) | Серебряный    | 60 000^    |
| США (RIAA) | 2× Платиновый | 2 000 000^ |
| * Данные о продажах приведены только на основе сертификации. ^ Данные о тиражах приведены только на основе сертификации. |               |            |